# James Hamilton, II conde de Arran
James Hamilton, II conde de Arran y I duque de Châtellerault (c. 1516 - 22 de enero de 1575) fue un nobles escocés implicado en las intrigas del reinado de María I de Escocia.

## Orígenes y primeros años
James Hamilton era el primogénito heredero de James Hamilton, I conde de Arran. Nieto por línea paterna de María de Escocia, Hamilton era descendiente de Jacobo II de Escocia. A la muerte de John Stewart, II duque de Albany en 1536, Hamilton se convirtió en el segundo en la línea de sucesión al trono de Escocia, tras la familia reinante por delante del conde de Moray
Los descendientes de la casa real murieron durante su infancia, a excepción de María, la futura María I de Escocia, así que, tras la muerte de Jacobo V de Escocia en 1542, James se situó justo detrás de la reina, de la que sería regente

## Carrera
Inicialmente protestante y miembro del partido pro-inglés, en 1543 participó en las negociaciones para concertar el matrimonio de María con el Príncipe de Gales, futuro Eduardo VI de Inglaterra. Sin embargo, poco después se convirtió al catolicismo y se unió a la facción pro-francesa, apoyando el matrimonio de la reina niña con el delfín de Francia, el futuro Francisco II. En 1548, la reina se instaló en la corte francesa. La labor desempeñada en la concertación de este casamiento le valió el título de duque de Châtellerault, y fue armado caballero de la Orden de Saint Michael
En 1554, Arran traspasó la regencia a María de Guisa, madre de la reina, a condición de que se le reconociera como sucesor de María I si esta moría sin descendencia. Sin embargo, se había prometido a los franceses que la sucesión al trono de Escocia sería suya.
Hamilton volvió a cambiar de bando en 1559, uniéndose a los protestante Lores de la Congregación en contra de la regencia de María de Guisa, y perdiendo sus títulos franceses. A la muerte de Francisco II de Francia el 5 de diciembre de 1560, Hamilton trató de concertar el matrimonio de su hijo James con la reina viuda, aunque sin éxito.
Tras la boda de María I con el católico Lord Darnley en 1565, se retiró a sus posesiones en Francia. Regresó a Escocia en 1569 y apoyó a María, ya prisionera en Inglaterra, en la guerra civil escocesa, pero fue hecho prisionero hasta que en 1573 reconoció como Rey al hijo de María, el protestante Jacobo.

## Descendencia
- James Hamilton, III conde de Arran
- David Hamilton